# Dolný Pial
Dolný Pial este o comună slovacă, aflată în districtul Levice din regiunea Nitra. Localitatea se află la altitudinea de 178 m deasupra n.m., se întinde pe o suprafață de 13,99 km2 și în 2017 număra 929 de locuitori.

## Istoric
Localitatea Dolný Pial este atestată documentar din 1470.

## Demografie
| An:                | 1994 | 2004   | 2014   | 2024   |
| ------------------ | ---- | ------ | ------ | ------ |
| Număr de persoane: | 977  | 989    | 951    | 923    |
| Diferență:         |      | +1,22% | −3,84% | −2,94% |

| An:                | 2023 | 2024   |
| ------------------ | ---- | ------ |
| Număr de persoane: | 896  | 923    |
| Diferență:         |      | +3,01% |